# Толщиномер мокрого слоя

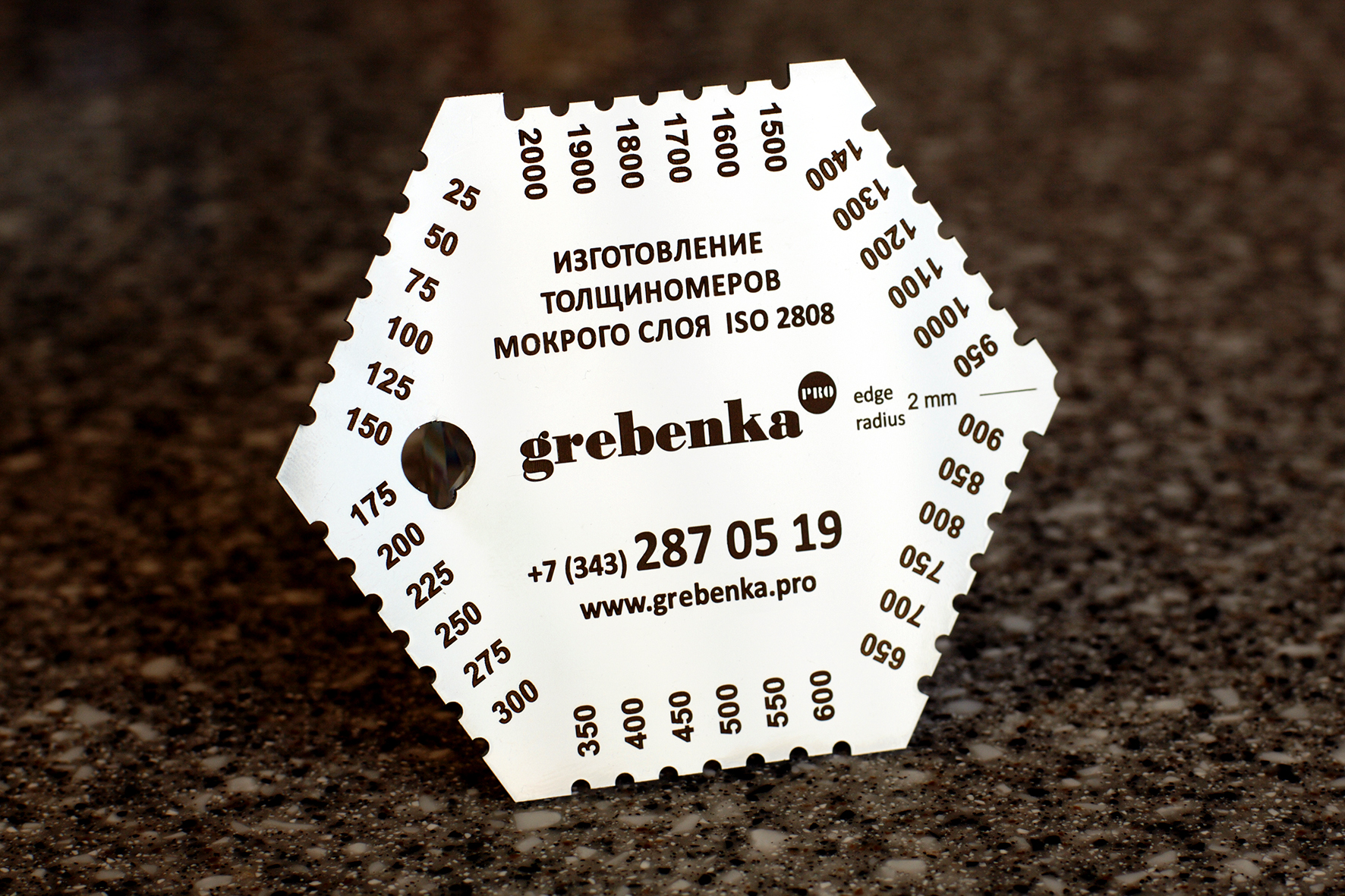
Толщиномер (гребёнка) мокрого слоя ЛКМ

Толщиномер мокрого слоя (гребёнка) — как правило прямоугольный инструмент, изготавливается из пластмассы, алюминия или нержавеющей стали согласно требованиям стандартов ISO 2808—2007, ASTM D 4414 и ГОСТ Р 51694-2000. Гребёнка-толщиномер применяется для определения толщины мокрого слоя при нанесении лакокрасочных покрытий, что позволяет придерживаться рекомендуемых значений. Нанесение краски слоем с толщиной больше необходимой приводит к перерасходу, значительному увеличению времени сушки, может стать причиной разрушения покрытия в процессе высыхания и ухудшает внешний вид лакокрасочного покрытия — подтёки, шагрень и т. д. Нанесение краски слишком тонким слоем приводит к неэффективной защите подложки, плохой укрывистости, что сказывается на адгезии лакокрасочного покрытия и ведёт к его преждевременному разрушению. Толщина сухого слоя ЛКМ важный параметр в антикоррозионной защите металлов влияющий на срок службы покрытия.

## Расчёт толщины слоя покрытия
В технологической карте на конкретный лакокрасочный материал содержатся сведения, необходимые для нанесения краски, в том числе рекомендуемые величины толщин мокрого и сухого слоёв покрытия, объёмного содержания нелетучих веществ, предельные величины разбавления и другие. Когда имеется такая информация, маляру легко с помощью гребёнки обеспечить требуемую толщину сухого слоя. Ниже приводятся формулы и примеры расчётов толщины сухого слоя — толщины слоя покрытия после испарения из него растворителя.
где {\displaystyle TCC} — Толщина Сухого Слоя (DFT), мкм;

{\displaystyle TMC} — Толщина Мокрого Слоя (WFT), мкм;

{\displaystyle \%\ OCH} — Объёмное содержание нелетучих веществ, %.

Пример. Если толщина мокрого слоя составила 200 мкм, а материал содержит 60 % нелетучих веществ, то толщина сухого слоя составит 120 мкм:
Пример. Если требуемая толщина сухого слоя должна быть 120 мкм, а материал содержит 60 % нелетучих веществ, то краску необходимо нанести толщиной мокрого слоя в 200 мкм:

## Метод измерения
Важно измерять толщину мокрой плёнки краски сразу после распыления пистолетом непосредственно в месте нанесения. Это особенно критично при использовании быстроотверждаемых покрытий.
- Вдавить гребёнку для измерения толщины мокрого слоя в покрытие перпендикулярно поверхности и прижать до основания, подождать несколько секунд.
- Извлечь гребёнку из покрытия и осмотреть её.
- Толщина мокрого слоя находится в диапазоне между максимальным значением «мокрого зубца» и минимальным значением «сухого» зубца гребёнки

При измерении толщины второго слоя покрытия вдавливать гребёнку необходимо аккуратно, чтобы не повредить первый слой. При измерении толщины мокрого слоя на трубопроводе или аналогичной криволинейной поверхности, гребёнку следует размещать вдоль продольной оси. При измерении толщины мокрого слоя прозрачных красок, достаточно после измерения посыпать зубцы гребёнки тальком и сдуть излишки. Тальк останется только на «мокрых» зубцах.
В месте измерения толщины мокрой плёнки после гребёнки остаются следы, возникает нежелательный дефект покрытия. Чтобы избежать этого, необходимо создать небольшой эталонный участок для распыления материала в соответствии с требованиями спецификации. Образец может быть проверен, как на толщину мокрого слоя, так и на толщину сухого слоя (после отверждения).